# Stadthaus (Cottbus)

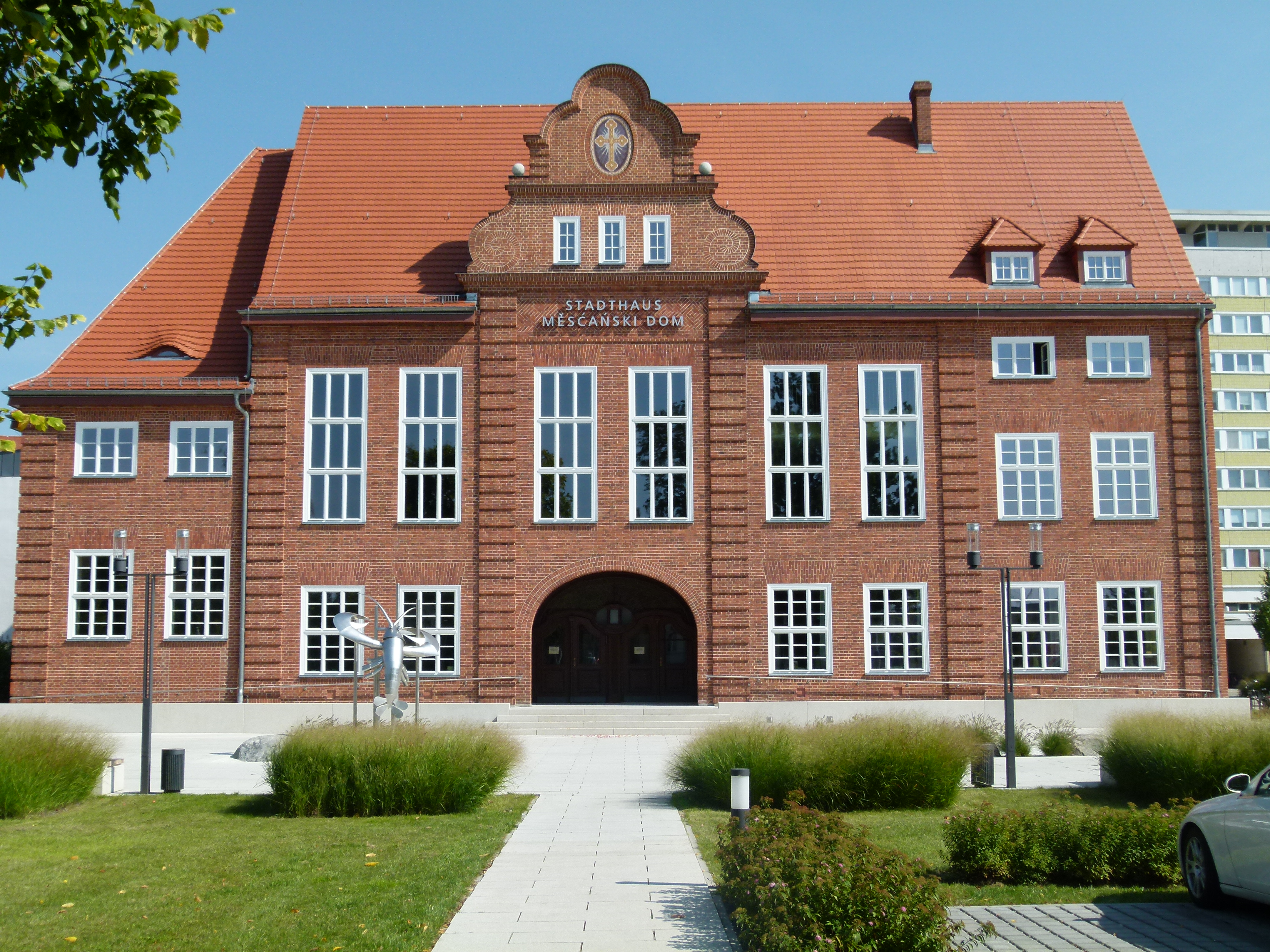
Das Cottbuser Stadthaus (2014)

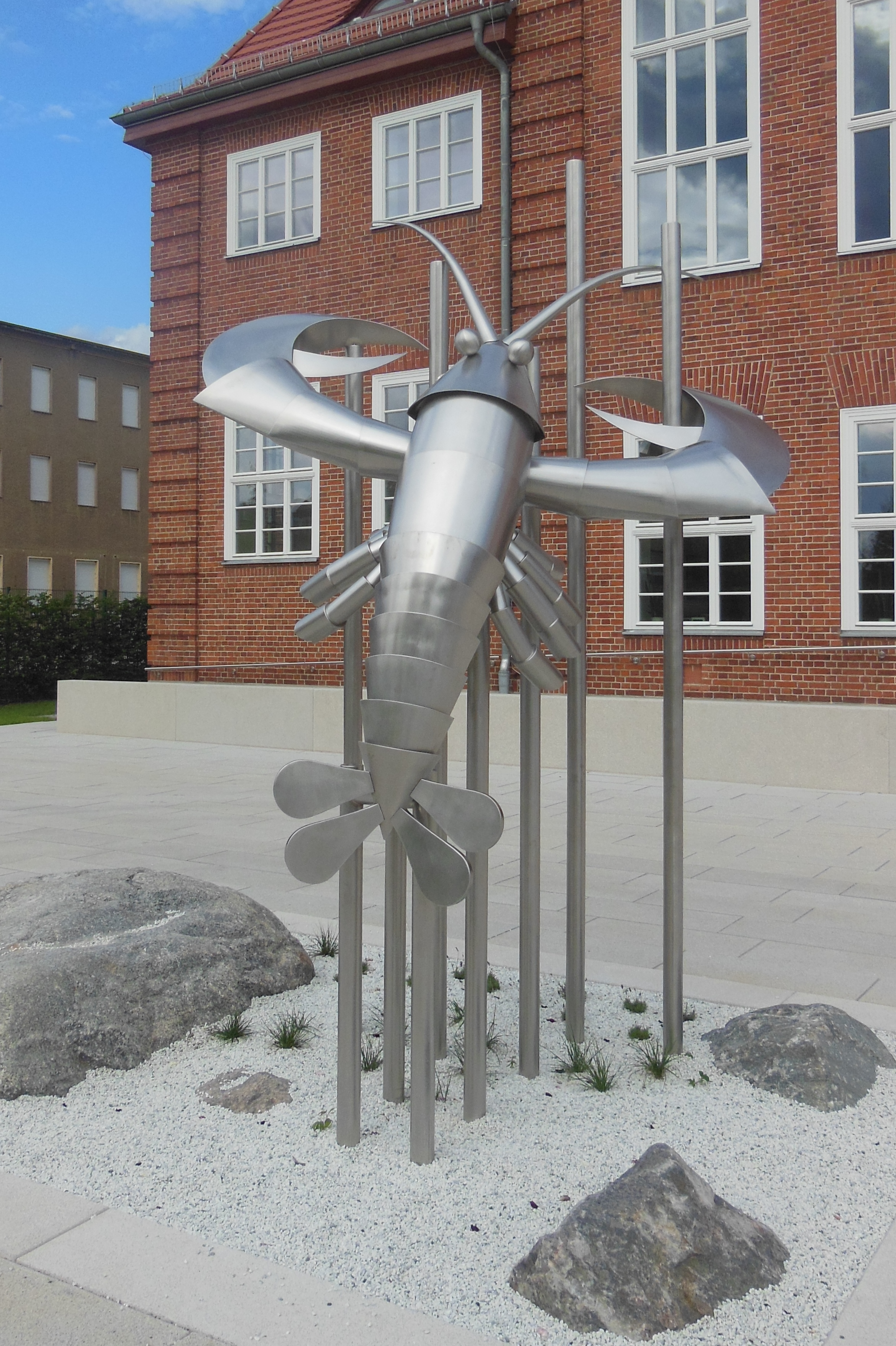
Krebsplastik vor dem Stadthaus (2013)

Das Stadthaus, niedersorbisch Měsćański dom, in der Denkmalliste des Landes Brandenburg als Evangelisches Gemeindehaus geführt, ist heute der Sitz der Stadtverordnetenversammlung der Stadt Cottbus in Brandenburg. Das in den Jahren 1913 und 1914 ursprünglich als kirchliches Gemeindezentrum errichtete Gebäude befindet sich auf dem Erich-Kästner-Platz zwischen der Bahnhofstraße und der Stadtpromenade im Cottbuser Stadtteil Mitte. Es wurde im Laufe der Zeit mehrfach umgenutzt und dient nach umfangreichen Sanierungsarbeiten seit Januar 2013 seiner heutigen Bestimmung. Das Stadthaus ist ein eingetragenes Baudenkmal der Stadt Cottbus.

## Geschichte
Seit Anfang des 20. Jahrhunderts plante der Gemeindekirchenrat der Ober- und Klosterkirchengemeinde Cottbus den Bau eines großen Gemeindehauses. Das Gebäude wurde vom Berliner Architekten Erich Blunck entworfen, die Bauleitung übten die Cottbuser Architekten Karl Dietrich und Felix Michaelis aus. Die Grundsteinlegung fand am 10. November 1913 statt, und am 23. August 1914 wurde es eingeweiht. Noch vor der Fertigstellung wurde angesichts des Ersten Weltkriegs beschlossen, das Haus zunächst als Reservelazarett zur Verfügung zu stellen. Seiner ursprünglichen Bestimmung wurde das Gebäude erst Ende 1919 übergeben. Die Räumlichkeiten wurden unter anderem für Veranstaltungen und zur Aufnahme durchreisender Gäste genutzt. Eine im Gebäude bestehende Turnhalle wurde im Winter für orthopädisches Turnen sowie den Sportunterricht der umliegenden Schulen genutzt.
Während des Zweiten Weltkriegs diente das Gemeindehaus erneut als Lazarett. Nach dem Luftangriff auf die Stadt Cottbus am 15. Februar 1945, bei dem das städtische Carl-Thiem-Klinikum größtenteils zerstört wurde, war die chirurgische Abteilung im Gemeindehaus untergebracht. Ab 1950 wurde das Gebäude als Haftkrankenhaus genutzt. Ab 1979 war das Haus einer der Standorte der Station Junger Naturforscher und Techniker, die den schulpflichtigen Kindern zur naturwissenschaftlichen Weiterbildung diente. Nach der Wende war das frühere Gemeindehaus zeitweise Museum für Natur und Umwelt, ab Mitte der 1990er Jahre stand das Gebäude leer. Im Jahr 1998 erfolgte eine Außensanierung.
2007 oder 2008 wurde das Haus von der Stadt Cottbus erworben, die ab September 2011 umfangreiche Umbau- und Sanierungsarbeiten an dem Gebäude vornehmen ließ. Seit der Fertigstellung der Arbeiten Ende 2012 wurde das neue Stadthaus am 30. Januar 2013 feierlich eröffnet. Seitdem ist die Stadtverordnetenversammlung in dem Gebäude ansässig. Bis dahin diente das Gebäude Altmarkt 21 als Stadthaus.

## Architektur

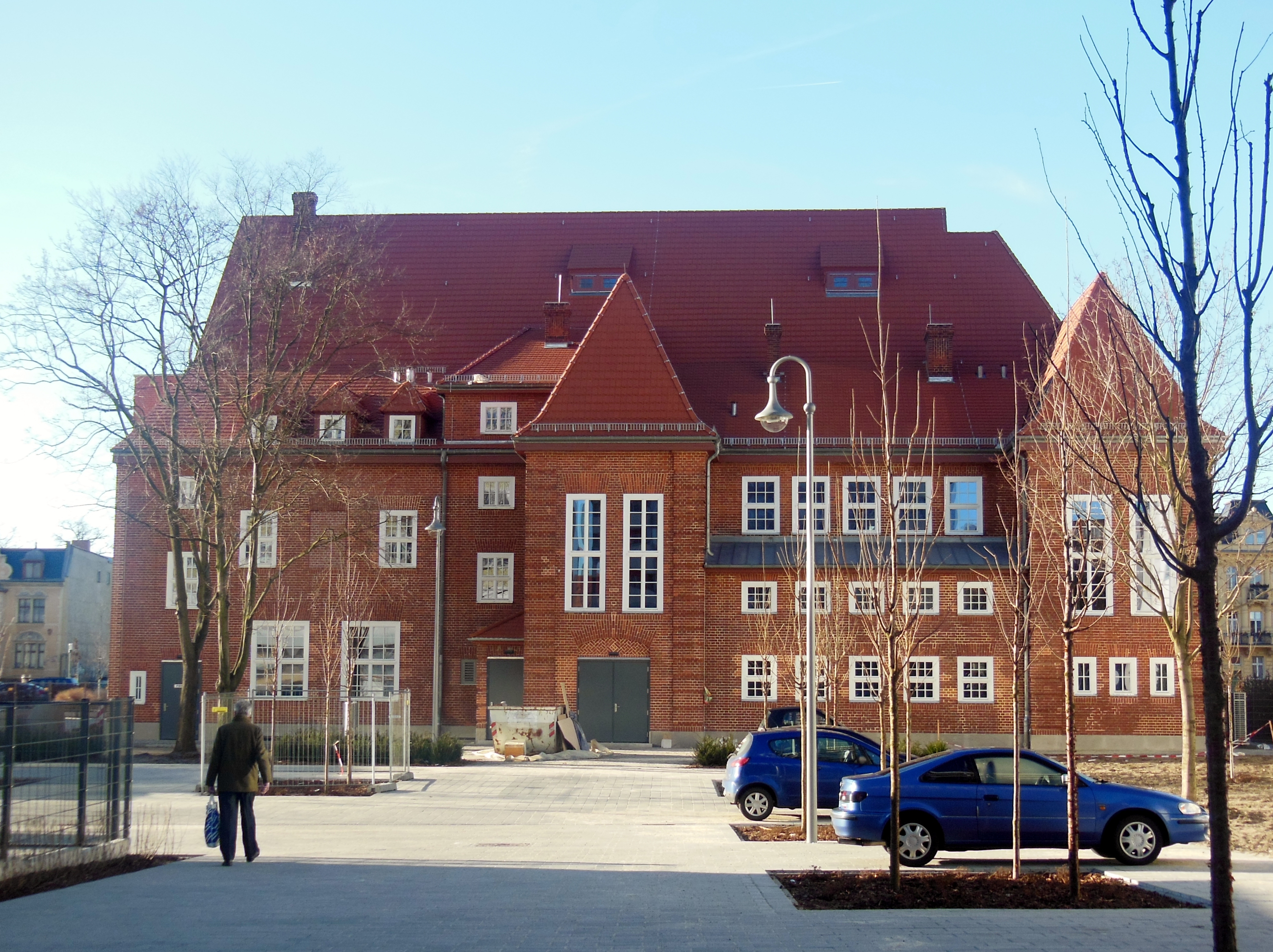
Gebäuderückseite im Dezember 2012

Das Stadthaus weist Elemente der Heimatschutzarchitektur auf. Es ist ein freistehender Massivbau aus Ziegelmauerwerk mit zehn Achsen. Der größere, zweieinhalbgeschossige Teil hat ein Satteldach, der nördliche Anbau mit nur zwei Vollgeschossen ein Walmdach. Der Mittelteil ist symmetrisch mit Lisenen gegliedert; die Fenster sind nach Stockwerken identisch, variieren aber auf den unterschiedlichen Stockwerken in ihrer Größe. Im Gegensatz dazu ist der Dachbereich nicht symmetrisch. In der Gebäudemitte befindet sich ein großer Eingangsbereich mit einer aufwändig gestalteten Doppeltür mit Oberlicht. Abgeschlossen wird die Mittelachse durch einen geschweiften Zwerchgiebel mit Voluten. Im Giebelfeld befindet sich ein Mosaik mit der Darstellung eines Kreuzes. An der Gebäuderückseite befindet sich ein fensterreicher Treppenhausanbau.
Im Inneren kommen Besucher zunächst in eine ausgedehnte Vorhalle. Im ersten Obergeschoss liegt ein Foyer, das über zwei Terrazzotreppen erreichbar ist. Der Sitzungssaal der Stadtverordnetenversammlung, der früher als Festsaal genutzt wurde, hat eine Größe von 242 Quadratmetern und verfügt über eine Bühne und eine Empore. Das Tonnengewölbe des Sitzungssaals stellt eine architektonische Besonderheit dar. Über der Bühne befindet sich eine Motivmalerei von zwei Hirschen an einem Brunnen, die mit Psalmsprüchen gerahmt ist.
Im Jahr 2010 fertigte die Werkstatt für Metallgestaltung in Seidewinkel eine von Horst Ring entworfene Plastik an, die einen an einem Binsenrohr hinaufkletternden Krebs darstellt. Diese wurde während der im Jahr 2012 durchgeführten Umbaumaßnahmen auf dem Vorplatz des Stadthauses aufgestellt. Der Krebs ist das Wappentier der Stadt Cottbus.